# Христос Каркаманис
Христос Каркаманис (грч. Χρήστος Καρκαμάνης; Солун, 22. септембар 1969) бивши је грчки фудбалер.

## Каријера
Играо је на позицији голмана. Фудбалску каријеру почео је у млађим категоријама Ариса из Солуна. За први тим је дебитовао у сезони 1987/88, а остао је једну деценију у клубу. Од 1997. до 1999. бранио је за Ираклис. Следећи клуб за који је наступао био је Едесаикос у сезони 1999/00, затим је играо за Трикалу две године (2000-2002), док је током сезоне 2002/03. играо за Кожане. Играчку каријеру је завршио у Олимпијакосу из Волоса, где је играо од 2004. до 2007. године.
За репрезентацију Грчке бранио је на 10 утакмица. Дебитовао је 2. септембра 1992, у пријатељском мечу против Кипра, одржаном у Солуну, под вођством селектора Алкетаса Панагулијаса. Био је у саставу грчке репрезентације на Светском првенству 1994. године, које је одржано у Сједињеним Државама. Одиграо је трећу утакмицу у групи против Нигерије.